# Levin Faust
Levin Faust, ursprungligen Anders Levin Fast, född 16 februari 1863 i Friggeråkers socken, död 18 november 1936 i Rockford, Illinois, var en svenskamerikansk industriman och mekaniker.
Levin Faust var son till lantbrukaren och soldaten Pehr Johan Fast. Fram till 20 års ålder arbetade han vid sin fars gård, men blev därefter 1883-1885 arbetare vid Motala Mekaniska Verkstad och 1885-1887 vid Atlas mekaniska verkstäder i Stockholm. Därefter emigrerade han till USA och arbetade vid W. F. och John Barnes mekaniska verkstäder i Rockford, Illinois 1887-1890. Faust var 1890 medgrundare av Mechanics Machine Company i Rockford och därefter 1902 av Rockford Tool Company, 1904 av National Lock Company, 1911 av Rockford Drop Forge Company, 1922 av Elco Tool & Screw Company samt av Sundstrand Adding Machine Company. Från 1909 var han medlem av Rockfords parkstyrelse.